# Stromanthe stromanthoides
Stromanthe stromanthoides är en strimbladsväxtart som först beskrevs av James Francis Macbride, och fick sitt nu gällande namn av Bengt Lennart Andersson. Stromanthe stromanthoides ingår i släktet broktoppar, och familjen strimbladsväxter. Inga underarter finns listade.